# Steven Redgrave
Steven Geoffrey Redgrave CBE, född 23 mars 1962 i Marlow, England, är en brittisk roddare som vann guld i fem raka olympiska spel från 1984 till 2000. 
Eftersom han är den ende britt som åstadkommit detta betraktas han som Storbritanniens främsta olympier genom tiderna. Bara fyra olympier har åstadkommit samma sak: Pál Kovács, Aladár Gerevich (den ende som har överträffat det med sex raka guld), Reiner Klimke och Birgit Fischer. Redgrave har också vunnit nio guldmedaljer i världsmästerskapen i rodd.